# Мойдоу
Мойдоу (англ. Moydow; ирл. Maigh Dumha, «равнина могильных холмов») — деревня в Ирландии, находится в графстве Лонгфорд (провинция Ленстер).